# マリンプラザあがり浜
イーストベイステーション マリンプラザあがり浜（マリンプラザあがりはま）は、沖縄県島尻郡与那原町東浜にある商業施設。

## 概要
同施設は、中城湾港マリンタウンプロジェクトで埋め立てられた与那原町域の「東浜」に位置するオープンモールである。土地開発公社が10年間、金秀建設に土地を貸出し、施設を運営、その後金秀が土地を購入する契約で開発が行われた。
核店舗は金秀商事が運営する「マリンプラザかねひで東浜市場」、金秀興産が運営する「カインズFCあがり浜店」である。

## 沿革
- 2006（平成18）年
  - 5月1日 - 沖縄県町村土地開発公社と開発に向けた覚書を締結[3]。
  - 12月6日 - 金秀建設がディベロッパーとして商業施設を出店することを発表[4]。
- 2008（平成20）年
  - 2月14日 - 「あがり浜ショッピングセンター（仮称）」着工[5]。
  - 12月4日 - 「イーストベイステーション マリンプラザあがり浜」開業。
- 2011（平成23）年
  - 8月21日 - 「ホームセンターかねひで あがり浜店」が閉店[6]。
  - 11月3日 - 「カインズホーム FCあがり浜店」が開店[7]。
- 2014（平成26）年11月 - 1階フードコートを大幅に改装し、「ファッションセンター しまむら」が開店。
- 2016（平成28）年6月 - 駐車場の一角に「A&W マリンタウンあがり浜店」が開店。
- 2017（平成29）年
  - 5月 - 金秀建設が土地開発公社から施設用地を購入。埋立て地である東浜地区の土地は完売した。
  - 11月25日 - 金秀商事が手掛けるレストラン「クッチーナ地中海」が開店。

## 主な施設
- カインズFCあがり浜店 午前9時30分〜午後8時30分
- マリンプラザかねひで東浜市場 午前9時〜午前0時
  - 金秀商事が展開するスーパーマーケットは通常「タウンプラザかねひで」と称しているが、同店では唯一施設名称でもある「マリンプラザ」を冠している。
- ファッションセンターしまむら 午前11時〜午後9時
- 宮脇書店 午前10時〜午後9時
- 西松屋 午前10時〜午後9時
- シュープラザ 午前10時〜午後9時
- ダイソー 午前10時〜午後9時
- A&W 午前8時〜午前0時

## アクセス

### 路線バス
- 与原バス停下車、徒歩12分。
  - 30番・泡瀬東線（東陽バス）
- 第二与那原バス停下車、徒歩15分。
  - 36番・糸満新里線（沖縄バス）
  - 37番・那覇新開線（東陽バス）
  - 38番・志喜屋線（東陽バス）
  - 39番・南城線（沖縄バス）
  - 41番・つきしろの街線（沖縄バス）
  - 191番・城間（一日橋）線（東陽バス）
  - 338番・斎場御嶽線（東陽バス）
  - 339番・南城結の街線（沖縄バス）